# Валиев, Гани
Гани Валиев (Гали Валиевич) (17 июля 1924 — 26 марта 1998 ) — помощник командира взвода пешей разведки стрелковой роты 66-го стрелкового полка (61-я стрелковая Никопольская ордена Ленина Краснознамённая ордена Суворова 2-й степени дивизия, 28-я армия, 1-й Украинский фронт), старшина, участник Великой Отечественной войны, кавалер ордена Славы трёх степеней.

## Биография
Родился 15 июля 1924 года в селе Курмак (ныне Наманганского района Наманганской области Узбекистана). Из семьи крестьянина. Узбек. Член ВЛКСМ с 1942 года. Член ВКП(б)/КПСС с 1945 года.
В 1940 году окончил среднюю школу № 19 в городе Наманган. Работал в колхозе.
В июне 1942 года призван в Красную армию Наманганским военкоматом Наманганской области Узбекской ССР. В действующей армии на фронтах Великой Отечественной войны с декабря 1942 года. Воевал на Сталинградском и Южном фронтах, участник Сталинградской битвы. В боях 12 августа 1943 года при освобождении Донбасса и 11 августа 1944 года в Польше был дважды ранен.
После выздоровления в 1943 году и до конца войны воевал в 66-м стрелковом полку 61-й стрелковой дивизии 28-й армии на 4-м Украинском, с июня 1944 - на 1-м Белорусском, с октября 1944 - на 1-м Белорусском, с апреля 1945 - на 1-м Украинском фронтах.
Стрелок 66-го стрелкового полка (61-я стрелковая дивизия, 128-й стрелковый корпус, 28-я армия, 1-й Белорусский фронт) красноармеец Валиев Гани отважно действовал в сражениях по удержанию и расширению Сероцкого плацдарма на реке Нарев. С бойцами своего отделения одним из первых 8 сентября 1944 года под мощным огнём врага форсировал Нарев в районе города Сероцк (Польша), сразу же от уреза воды повёл своё отделение в атаку и ворвался в немецкую траншею, где завязал рукопашный бой. Эти отважные действия способствовали успеху захвата плацдарма на этом участке. В боях за плацдарм на правом берегу реки 8 и 9 сентября с отделением отразил 4 контратаки противника. Лично уничтожил 17 немецких солдат и 1 офицера.
За образцовое выполнение боевых заданий Командования на фронте борьбы с немецкими захватчиками и проявленные при этом доблесть и мужество приказом частям 61-й стрелковой дивизии № 034/н от 27 сентября 1944 года красноармеец Валиев Гани награждён орденом Славы 3-й степени.
Командир стрелкового отделения 66-го стрелкового полка (61-я стрелковая дивизия, 128-й стрелковый корпус, 28-я армия, 3-й Белорусский фронт) младший сержант Валиев Гани вновь отличился в локальных наступательных боях, которые велись с целью занятия выгодного положения для начала Восточно-Прусской наступательной операции. 
В бою 9 ноября 1944 года под городом Гумбиннен Восточная Пруссия, (ныне город Гусев Калининградской области) под сильным огнём поднял в атаку своё отделение, первым ворвался в немецкую траншею и в рукопашном бою уничтожил 2-х солдат. В том же бою его отделение блокировало группу оборонявшихся немцев в укреплённом доме (позднее уничтожены сапёрами вместе с домом) и захватило в плен немецкого фельдфебеля. 9 ноября его отделение у посёлка Шмулькен подверглось внезапной атаке врага, однако бойцы не растерялись и встретили противника организованным огнём. Потеряв на месте 8 солдат убитыми, атакующие немцы залегли и в эту минуту Валиев поднял отделение в контратаку. В рукопашной схватке младший сержант Гани Валиев на месте истребил 2-х солдат врага и лично захватил в плен ещё одного. Бойцы его отделения также уничтожили несколько гитлеровцев, обратив остальных в бегство.
За образцовое выполнение боевых заданий Командования на фронте борьбы с немецкими захватчиками и проявленные при этом доблесть и мужество приказом войскам 28-й армии № 64/н от 18 декабря 1944 года младший сержант Валиев Гани награждён орденом Славы 2-й степени.
Помощник командира взвода пешей разведки 66-го стрелкового полка (61-я стрелковая дивизия, 128-й стрелковый корпус, 28-я армия,, 1-й Украинский фронт) сержант Валиев Гани бесстрашно сражался и в Берлинской наступательной операции. При штурме Берлина 27 апреля 1945 года с своими разведчиками блокировал немецкий дот, устроенный в одном из зданий, и остановивший своим огнём продвижение штурмовых групп. С риском для жизни разведчики вплотную пробрались к нему и взорвали вместе с находившимися в нём немецким солдатами.
За образцовое выполнение боевых заданий Командования на фронте борьбы с немецкими захватчиками и проявленные при этом доблесть и мужество Указом Президиума Верховного Совета СССР от 15 мая 1946 года гвардии старший сержант Валиев Гани награждён орденом Славы 1-й степени.
В апреле 1946 года сержант Г. Валиев был демобилизован. 
Жил в городе Намангане. Поступил на службу в органы внутренних дел.  Окончил Ташкентскую школу МВД СССР в 1950 году. Служил в Управлении внутренних дел Наманганского облисполкома, последняя должность начальник хозяйственного отдела этого Управления. Полковник внутренней службы в отставке.
В конце 1980-х - начале 1990-х годов был председателем Наманганского областного Совета ветеранов войны и труда. 
Участник Парада в Москве 9 мая 1995 года. О судьбе после 1995 года сведений нет.

## Награды
- Орден Отечественной войны I степени (6.04.1985)[3]
- Орден Трудового Красного Знамени (20.05.1981)
- Орден Славы 1-й степени (15.5.1946)[4]
- Орден Славы 2-й степени (23.03.1945)[5]
- Орден Славы 3-й степени (26.8.1944)[6]
- Медаль «За отвагу»(25.08.1944)[7]
- Медаль «За оборону Сталинграда»(1943)[8]
- Медаль «За оборону Кавказа»(1943)
- Медаль «За взятие Берлина»(25.08.1944)
- Медаль «В ознаменование 100-летия со дня рождения Владимира Ильича Ленина» (6 апреля 1970)
- Медаль «За победу над Германией в Великой Отечественной войне 1941—1945 гг.» (9 мая 1945[9])
- Юбилейная медаль «Двадцать лет Победы в Великой Отечественной войне 1941—1945 гг.» (7 мая 1965[10])
- Юбилейная медаль «Тридцать лет Победы в Великой Отечественной войне 1941—1945 гг.»[11]
- Медаль «Ветеран труда»
- Медаль «30 лет Советской Армии и Флота»[12]
- Юбилейная медаль «40 лет Вооружённых Сил СССР»[13]
- Юбилейная медаль «50 лет Вооружённых Сил СССР» (26 декабря 1967[14])
- Юбилейная медаль «60 лет Вооружённых Сил СССР» (28 января 1978[15])
- Знак «25 лет победы в Великой Отечественной войне» (1970)
- ряд медалей

## Память
- На могиле героя установлен надгробный памятник.
- Его имя увековечено на мемориале Героев в городе Иваново.